# داني أوكونور (سياسي)
داني أوكونور (بالإنجليزية: Danny O'Connor)‏ هو سياسي بريطاني، ولد في 1965 في لارن في المملكة المتحدة. حزبياً، نشط في الحزب الاشتراكي العمالي. في انتخابات الجمعية التشريعية لأيرلندا الشمالية، 1998 ‏، انتخب عضو الجمعية التشريعية الأولى لأيرلندا الشمالية عن دائرة East Antrim (Assembly constituency) ‏ وقد انضم خلال فترته النيابية ‏ (25 يونيو 1998 – 28 أبريل 2003)  للكتلة البرلمانية الحزب الاشتراكي العمالي.